# Spigolatura (agricoltura)

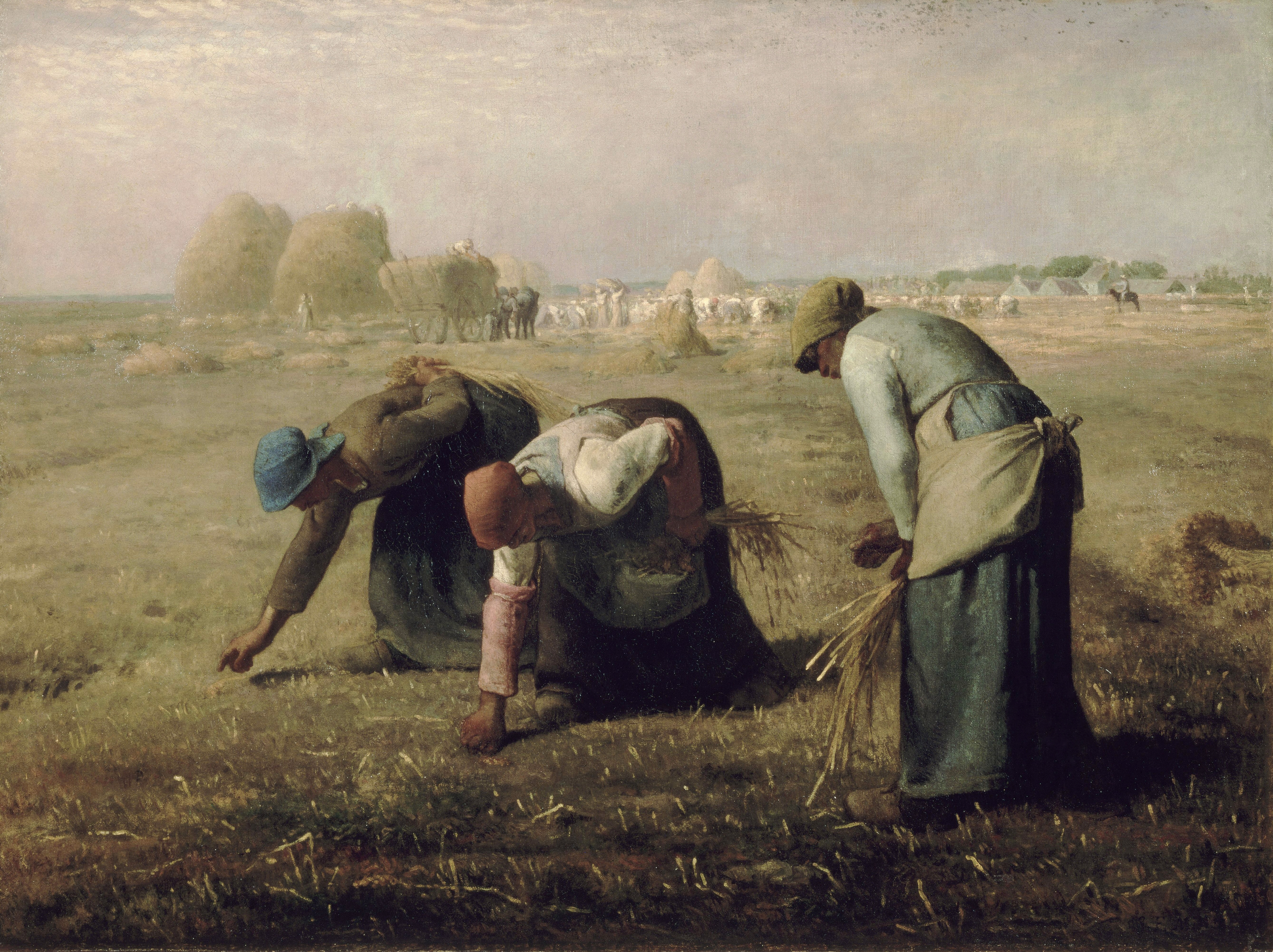
Le spigolatrici raffigurate da Jean-François Millet

In origine, con il termine spigolatura, si intendeva la pratica comune tradizionale, fra '700 e '800,  offerta alle persone più povere di poter raccogliere le spighe di grano rimaste sul campo dopo la mietitura.
In seguito, tale pratica, si è estesa anche ad altre tipologie di raccolto diventando una modalità di vendita alternativa da parte degli agricoltori. In cambio di un prezzo concordato o di una libera offerta, gli agricoltori hanno iniziato a dare libero accesso a privati cittadini per raccogliere autonomamente parte di quanto rimasto incolto da parte dell'azienda agricola proprietaria.
La spigolatura ha importanti ricadute sociali in quanto ritenuta di rilevanza strategica per far fronte alla carenza e allo spreco di cibo.